# Hummer HX
De Hummer HX was een conceptauto van het Amerikaanse merk Hummer. De auto werd voor het eerst aan het publiek getoond tijdens de North American International Auto Show van 2008. Het moederbedrijf van Hummer, General Motors, heeft het merk stopgezet en daarmee zal de Hummer HX waarschijnlijk nooit in productie genomen worden.

## Ontwerp
Het productiemodel dat zou volgen op de HX zou waarschijnlijk onder de H3 geplaatst worden in het modellengamma van Hummer. Het ontwerp van de HX is overgelaten aan drie jonge designers; David Rojas, Min Young Kang en Robert Jablonski. De HX heeft de mogelijkheid om meerdere panelen te verwijderen waardoor het uiterlijk van de auto verandert. Zo kan het dak achter de cabine geheel gedemonteerd worden om een pick-up te creëren. Om de auto beter te laten presteren in ruig terrein kunnen de spatborden en deuren ook worden verwijderd.

## Motor
De Hummer HX wordt aangedreven door een FlexFuel-motor. Deze is een 3.6L V6 die loopt op bio-ethanol (E85) en is aangesloten op een automatische versnellingsbak. De auto beschikt over permanente vierwielaandrijving om, net als andere Hummers, off-road uit de voeten te kunnen. De motor produceert een vermogen van 304pk en een koppel van 370Nm.